# إمفاكت
إمفاكت (هانغل: 임팩트) هم فرقة فتيان كورية جنوبية أنشئت من قبل شركة ستار إمباير إنترتينمنت في سنة 2016. أغنية ترسيمهم لوليبوب أصدرت في 27 يناير 2016. 

## التاريخ

### قبل الظهور
اُختير سانغ من قبل شركة ستار إمباير إنترتينمنت عندما كان بعمر 3 سنوات.
قبل الظهور عمل جيان كراقص خلفي لفنانين مختلفين مثل بي 1 إي 4 والمغنية جونيل وفرقة أيبينك. تعلم جيوب التايكواندو وكان حتى عضواً في المنتخب الوطني للتايكواندو عندما كان في المدرسة الثانوية. تيهو تدرب في شركات عديدة منها إم بي كي إنترتيمنت وهابي فيس إنترتيمنت. 

## الأعضاء
- جيان  (이지안) - نوفمبر 8, 1993
- بارك جي أب  (박제업)- مارس 27, 1993
- كيم تيهو (김태호) - نوفمبر 1, 1993
- لي سانغ (이상) - أكتوبر 17, 1995
- نا أونغجاي (나웅재) - مايو 28, 1998

## الإصدارات الموسيقية

### السنغلز
| العنوان  | معلومات الألبوم | المرتبة في المخططات | المبيعات        |
| العنوان  | معلومات الألبوم | KOR                 | المبيعات        |
| -------- | --- | ------------------- | --------------- |
| Lollipop | - صدر في: يناير 27, 2016 - الشركة: Star Empire Entertainment, KT Music - الشكل: CD، digital download Track listing 1. I'm Fact 2. Lollipop (롤리팝) 3. Shine (샤인) 4. Punk (양아치) | 6                   | - كوريا: 5,147+ |
| Revolt   | Track listing 1. Prism (반란 / 斑爛) 2. Feel So Good 3. Mirrorz 4. Woo | 13                  | - كوريا: 4,132+ |

## الأغاني
| الاسم                                       | السنة | المبيعات       | الألبوم    |
| ------------------------------------------- | ----- | -------------- | ---------- |
| "Lollipop" (롤리팝)                         | 2016  | - KOR: 20,928+ | Lollipop   |
| "F,S,G (Feel So Good)"                      | 2016  | - KOR: 23,015+ | Revolt     |
| "In The Club" (니가 없어)                   | 2017  | - KOR: —       | بدون ألبوم |
| "Please Be My First Love" (첫사랑을 부탁해) | 2017  | - KOR: —       | بدون ألبوم |
| "Tension Up" (텐션업)                       | 2017  | - KOR: —       | بدون ألبوم |

## وصلات خارجية
- إمفاكت على موقع ميوزك برينز (الإنجليزية)
- إمفاكت على موقع ديسكوغز (الإنجليزية)
- الموقع الرسمي